# 袁家祠堂
29°42′49.41″N 121°29′47.96″E / 29.7137250°N 121.4966556°E
袁家祠堂，位于中国浙江省宁波市鄞州区姜山镇同三村袁家自然村，清代建筑，建于道光年间，堂名为亲序堂，建筑坐北朝南，为合院式结构，由门厅、大殿及左右厢房构成，天井两侧有厢楼，殿右厢内，立有道光、咸丰年间石碑两块，2020年8月5日公布为鄞州区文物保护单位，2023年9月1日公布为宁波市文物保护单位。